# 183-я бомбардировочная авиационная дивизия
183-я бомбардировочная авиационная Берлинская дивизия (183-я бад) — соединение Военно-Воздушных сил (ВВС) Вооружённых Сил РККА бомбардировочной авиации, принимавшее участие в Великой Отечественной войне, расформированная после окончания войны.

## История наименований дивизии
- 183-я бомбардировочная авиационная дивизия (07.08.1944 г.);
- 183-я бомбардировочная авиационная Берлинская дивизия (15.06.1945 г.);
- Войсковая часть (Полевая почта) 10368.

## История и боевой путь дивизии

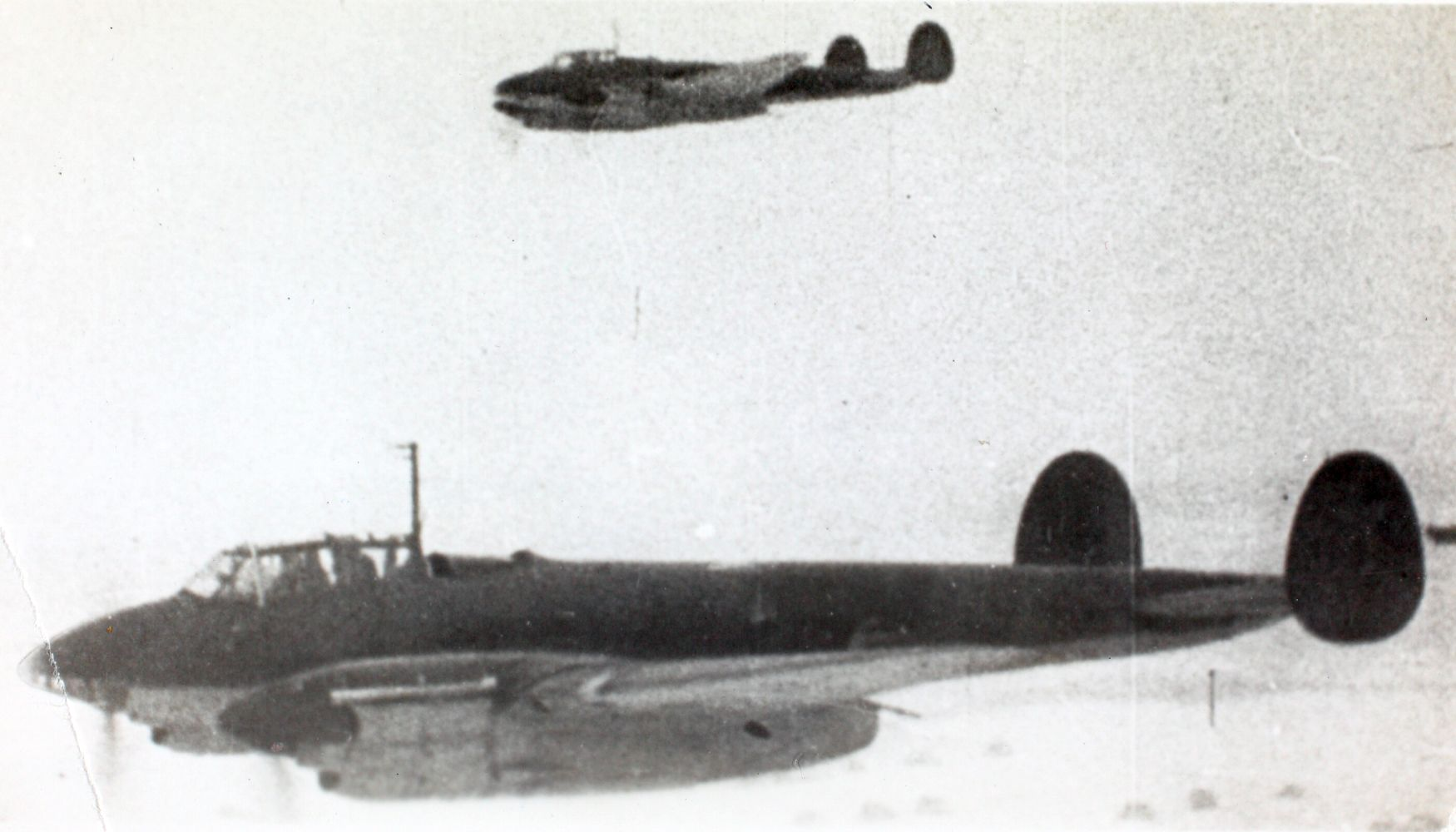
Самолёт Пе-2 был на вооружении всех полков дивизии всю войну. Этими самолётами дивизия бомбила Берлин а мае 1945 года.

Дивизия начала формирование 7 августа 1944 года на основании Приказа НКО № 0026 от 23 июня 1944 года. Формирование происходило на аэродромах Запорожье и Днепропетровск Харьковского военного округа.
В декабре 1944 года дивизия начала перебазирование в состав 16-й воздушной армии на 1-й Белорусский фронт. Планами командующего армией дивизия должна была принять участие в Висло-Одерской стратегической наступательной операции. Подготовка к операции у частей армии шла на своих фронтовых аэродромах, а 183-я дивизия в этот период занималась перебазированием на тыловые аэродромы 16-й воздушной армии и подготовку к операции проводила в пути. К началу операции дивизия из-за отсутствия метеорологических условий растянулась по трассе перелета, находясь на оперативных аэродромах.
К участию в Висло-Одерской стратегической наступательной и Варшавско-Познанской наступательной операций дивизия приступила с тыловых аэродромов 16-й воздушной армии в первый день составом 17-ти экипажей Пе-2 540-го полка и 20-ю экипажами Пе-2 319-го полка. Истребительное прикрытие осуществлял 774-й истребительный авиационный полк 282-й истребительной авиационной дивизии.
С 10 февраля дивизия участвует в Восточно-Померанской операции, а с 16 апреля 1945 года — в Берлинской наступательной операции. Полки дивизии действовали в полосе механизированных частей 5-й ударной армии, отличились при разгроме группировки войск противника во Франкфурт-на-Одере, затем в боях за Бердин. За отличия в боях за Берлин дивизии присвоено почётное наименование «Берлинская».
В составе действующей армии дивизия находилась с 21 ноября 1944 года по 9 мая 1945 года.
Боевой состав дивизии на День победы 9 мая 1945 года:
- управление и штаб дивизии — аэродром Витц;
- 319-й бомбардировочный авиационный полк — аэродром Витц, Пе-2;
- 454-й бомбардировочный авиационный полк — аэродром Верфальде, Пе-2;
- 540-й бомбардировочный авиационный полк — аэродром Витц, Пе-2.

После войны дивизия продолжала базироваться на территории Германии на аэродроме Витц и Верфальде, входила в состав 3-го бомбардировочного авиационного Бобруйско-Берлинского ордена Суворова корпуса 16-й воздушной армии 1-го Белорусского фронта (с 10 июня 1945 года Группы Советских оккупационных войск в Германии). В связи послевоенными сокращениями численности вооруженных сил к июлю 1946 года дивизия была расформирована в составе 3-го бомбардировочного авиационного Бобруйско-Берлинского ордена Суворова корпуса 16-й воздушной армии Группы Советских оккупационных войск в Германии.

## Командир дивизии
- полковник Ситкин Михаил Александрович[3] 01.09.1944 — 01.07.1946

## Почётные наименования
- 183-й бомбардировочной авиационной дивизии за отличие в боях при разгроме берлинской группы немецких войск овладением столицы Германии городом Берлин — центром немецкого империализма и очагом немецкой агрессии на основании приказа Верховного Главнокомандующего № 359 от 02.05.1945 года приказом НКО СССР № 0111 от 15 июня 1945 года присвоено почётное наименование «Берлинская»[5][6].
- 319-му бомбардировочному авиационному полку за отличие в боях при штурме и овладении городом Бранденбург — центром Бранденбургской провинции и мощным опорным пунктом обороны немцев в Центральной Германии на основании приказа Верховного Главнокомандующего № 359 от 02.05.1945 года приказом НКО СССР № 0111 от 15 июня 1945 года присвоено почётное наименование «Бранденбургский»[7].
- 454-му бомбардировочному авиационному полку за отличие в боях при штурме и овладении городом Бранденбург — центром Бранденбургской провинции и мощным опорным пунктом обороны немцев в Центральной Германии на основании приказа Верховного Главнокомандующего № 359 от 02.05.1945 года приказом НКО СССР № 0111 от 15 июня 1945 года присвоено почётное наименование «Бранденбургский»[7].
- 540-му бомбардировочному авиационному полку за отличие в боях при разгроме берлинской группы немецких войск овладением столицы Германии городом Берлин — центром немецкого империализма и очагом немецкой агрессии на основании приказа Верховного Главнокомандующего № 359 от 02.05.1945 года приказом НКО СССР № 0111 от 15 июня 1945 года присвоено почётное наименование «Берлинский»[5][6].

## Благодарности Верховного Главнокомандующего
- За отличие в боях при овладении городом Варшава — важнейшим стратегическим узлом обороны немцев на реке Висла[8].
- За отличие в боях при овладении городами Влоцлавек и Бжесць-Куявски — крупными узлами коммуникаций и опорными пунктами обороны немцев на левом берегу Вислы, при форсировании реки Варта и овладении с боем город Коло[9].

В состав 3-го бомбардировочного авиационного Бобруйско-Берлинского ордена Суворова корпуса:
- За отличие в боях при штурме и овладении городом Бранденбург — центром Бранденбургской провинции и мощным опорным пунктом обороны немцев в Центральной Германии[7].
- За отличие в боях при разгроме берлинской группы немецких войск овладением столицы Германии городом Берлин — центром немецкого империализма и очагом немецкой агрессии[6].